# Archontophoenix maxima
Archontophoenix maxima är en enhjärtbladig växtart som beskrevs av John Leslie Dowe. Archontophoenix maxima ingår i släktet Archontophoenix och familjen Arecaceae. Inga underarter finns listade i Catalogue of Life.

## Bildgalleri

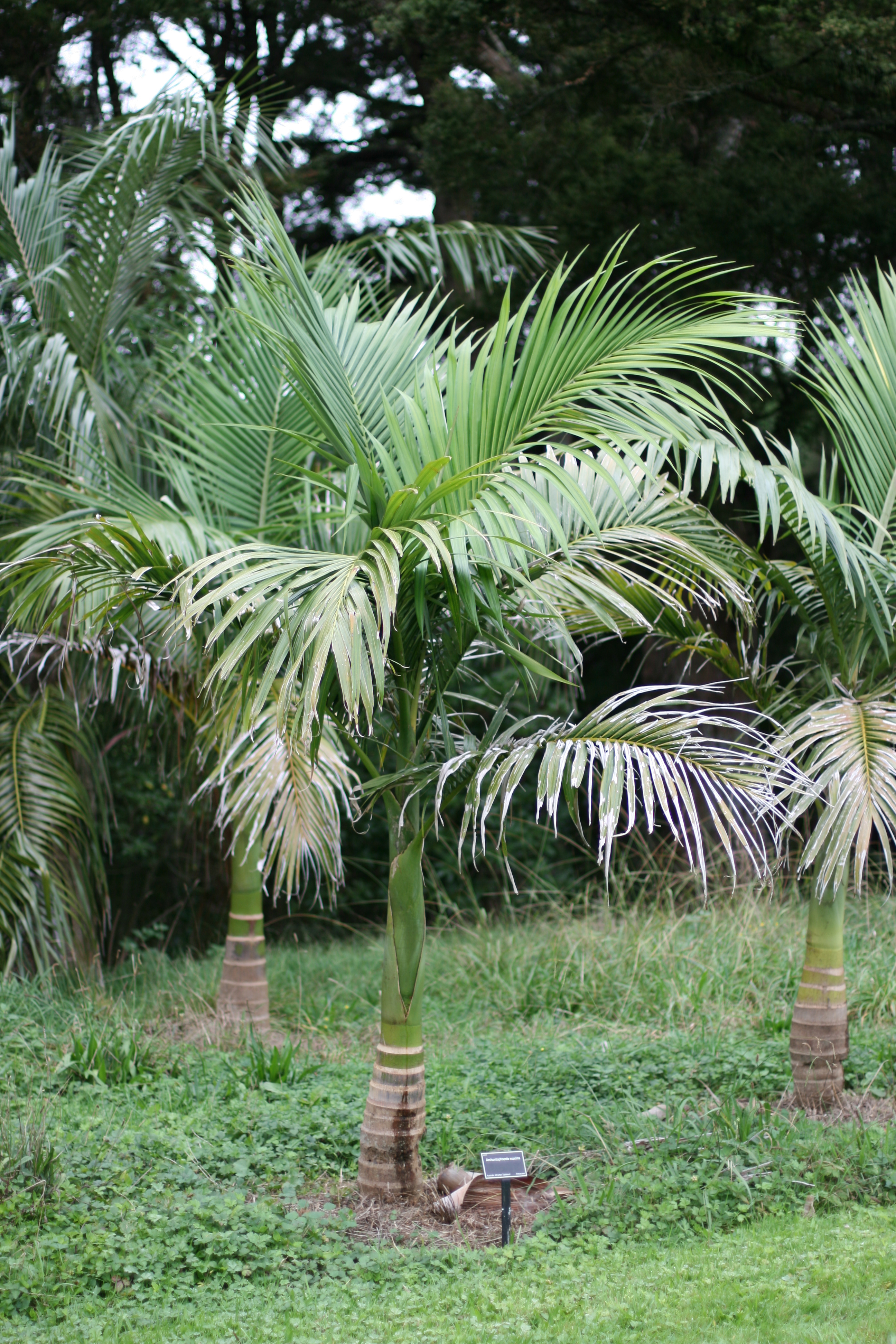